# WTA Tour 1980
Il WTA Tour 1980 è iniziato il 7 gennaio con l' Avon Championships of Cincinnati e si è concluso l'11 gennaio 1981 con la finale del Colgate Series Championships.
Nel 1980 indipendentemente dai tornei del Grande Slam organizzati dall'ITF, la stagione dei tornei della WTA era divisa in 2 circuiti:
1. Da gennaio a marzo: le Avon Series disputate esclusivamente negli Stati Uniti che si concludeva con il Masters disputato dalle migliori giocatrici che avevano accumulato più punti in questa parte della stagione. Contemporaneamente si giocavano le Futures Series (conosciute come Avon Futures Series per motivi di sponsorizzazione) che comprendevano i tornei con montepremi di 25.000 $.
2. Da aprile a dicembre: le Colgate Series disputate nei Paesi di tutto il resto del mondo. Questa serie si concludeva con il Colgate Series Championships cui accedevano le migliori giocatrici che avevano accumulato più punti nella seconda parte della stagione.

Un certo numero di tornei non appartenevano a nessuno di questi due circuiti.

## Calendario

### Gennaio
| Settimana  | Torneo                                                                                    | Vincitrici                                    | Finaliste                      | Semifinaliste | Eliminate ai quarti |
| ---------- | ----------------------------------------------------------------------------------------- | --------------------------------------------- | ------------------------------ | ------------- | ------------------- |
| 7 gennaio  | Avon Championships of Cincinnati 1980 Cincinnati, USA Sintetico indoor Singolare - Doppio | Tracy Austin 6-2 6-1                          | Chris Evert                    |               |                     |
| 7 gennaio  | Avon Championships of Cincinnati 1980 Cincinnati, USA Sintetico indoor Singolare - Doppio | Laura DuPont Pam Shriver 6-3, 6-3             | Mima Jaušovec Ann Kiyomura     |               |                     |
| 13 gennaio | Avon Futures of Bakersfield 1980 Bakersfield, USA Cemento Singolare - Doppio              | Lucia Romanov 6-4 6-1                         | Stacy Margolin                 |               |                     |
| 13 gennaio | Avon Futures of Bakersfield 1980 Bakersfield, USA Cemento Singolare - Doppio              | Doppio cancellato per pioggia                 |                                |               |                     |
| 14 gennaio | Avon Championships of Kansas 1980 Kansas City, USA Sintetico indoor Singolare - Doppio    | Martina Navrátilová 6-0 6-2                   | Greer Stevens                  |               |                     |
| 14 gennaio | Avon Championships of Kansas 1980 Kansas City, USA Sintetico indoor Singolare - Doppio    | Billie Jean King Martina Navrátilová 6–3, 6–1 | Laura DuPont Pam Shriver       |               |                     |
| 14 gennaio | Avon Futures of Las Vegas 1980 Las Vegas, USA Singolare - Doppio                          | Andrea Jaeger 7-6 4-6 6-1                     | Barbara Potter                 |               |                     |
| 14 gennaio | Avon Futures of Las Vegas 1980 Las Vegas, USA Singolare - Doppio                          | Kay McDaniel Barbara Potter 4-6 7-6 6-4       | Diane Desfor Barbara Jordan    |               |                     |
| 21 gennaio | Avon Championships of Chicago 1980 Chicago, USA Sintetico indoor Singolare - Doppio       | Martina Navrátilová 6-4 6-4                   | Chris Evert                    |               |                     |
| 21 gennaio | Avon Championships of Chicago 1980 Chicago, USA Sintetico indoor Singolare - Doppio       | Billie Jean King Martina Navrátilová 6–3, 6–4 | Sylvia Hanika Kathy Jordan     |               |                     |
| 21 gennaio | Avon Futures of Utah 1980 Ogden, USA Singolare - Doppio                                   | Sherry Acker 7-6 6-0                          | Trey Lewis                     |               |                     |
| 21 gennaio | Avon Futures of Utah 1980 Ogden, USA Singolare - Doppio                                   | Sherry Acker Mary Carillo 6-1 6-2             | Yvona Brzáková Firbank         |               |                     |
| 28 gennaio | Avon Championships of Seattle 1980 Seattle, USA Sintetico indoor Singolare - Doppio       | Tracy Austin 6-2 7–6(1)                       | Virginia Wade                  |               |                     |
| 28 gennaio | Avon Championships of Seattle 1980 Seattle, USA Sintetico indoor Singolare - Doppio       | Rosie Casals Wendy Turnbull 6-4, 2-6, 7-5     | Greer Stevens Virginia Wade    |               |                     |
| 28 gennaio | Avon Futures of Boise 1980 Boise, USA Campo indoor Singolare - Doppio                     | Roberta McCallum 6-4 6-1                      | Rosalyn Fairbank               |               |                     |
| 28 gennaio | Avon Futures of Boise 1980 Boise, USA Campo indoor Singolare - Doppio                     | Mary Carrillo Florența Mihai 6-1 6-4          | Diane Desfor Barbara Hallquist |               |                     |

### Febbraio
| Settimana   | Torneo                                                                                              | Vincitrici                                   | Finaliste                    | Semifinaliste | Eliminate ai quarti |
| ----------- | --------------------------------------------------------------------------------------------------- | -------------------------------------------- | ---------------------------- | ------------- | ------------------- |
| 4 febbraio  | Avon Championships of Los Angeles 1980 Los Angeles, Stati Uniti Sintetico indoor Singolare - Doppio | Martina Navrátilová 6-2 6-0                  | Tracy Austin                 |               |                     |
| 4 febbraio  | Avon Championships of Los Angeles 1980 Los Angeles, Stati Uniti Sintetico indoor Singolare - Doppio | Rosie Casals Martina Navrátilová 7-6, 6-2    | Kathy Jordan Anne Smith      |               |                     |
| 4 febbraio  | Avon Futures of Calgary 1980 Calgary, Canada Campo indoor Singolare - Doppio                        | Regina Maršíková 4-6 7-6 6-2                 | Christiane Jolissaint        |               |                     |
| 4 febbraio  | Avon Futures of Calgary 1980 Calgary, Canada Campo indoor Singolare - Doppio                        | Marjorie Blackwood Pam Whytcross 7-5 5-7 6-4 | Leslie Allen Dianne Morrison |               |                     |
| 11 febbraio | Avon Championships of California 1980 Oakland, USA Sintetico (indoor) Singolare - Doppio            | Martina Navrátilová 6-1 7–6(4)               | Evonne Goolagong Cawley      |               |                     |
| 11 febbraio | Avon Championships of California 1980 Oakland, USA Sintetico (indoor) Singolare - Doppio            | Sue Barker Ann Kiyomura 6–0, 6–4             | Greer Stevens Virginia Wade  |               |                     |
| 11 febbraio | Avon Futures of Toronto 1980 Toronto, Canada Singolare - Doppio                                     | Paula Smith 6-4 6-3                          | Glynis Coles-Bond            |               |                     |
| 11 febbraio | Avon Futures of Toronto 1980 Toronto, Canada Singolare - Doppio                                     | Marjorie Blackwood Pam Whytcross 3-6 7-6 6-3 | Lea Antonoplis Kim Jones     |               |                     |
| 18 febbraio | Avon Championships of Detroit 1980 Detroit, MI, USA Sintetico indoor Singolare - Doppio             | Billie Jean King 6-3 6-0                     | Evonne Goolagong Cawley      |               |                     |
| 18 febbraio | Avon Championships of Detroit 1980 Detroit, MI, USA Sintetico indoor Singolare - Doppio             | Billie Jean King Ilana Kloss 3–6, 6–3, 6–2   | Kathy Jordan Anne Smith      |               |                     |
| 18 febbraio | Avon Futures of Roanoke 1980 Roanoke, USA Campo indoor Singolare - Doppio                           | Felicia Hutnick 6-2 7-5                      | Vicki Nelson-Dunbar          |               |                     |
| 18 febbraio | Avon Futures of Roanoke 1980 Roanoke, USA Campo indoor Singolare - Doppio                           | Rita Agassi Susan Leo 6-3 7-5                | Mariette Pakker Betsy Blaney |               |                     |
| 25 febbraio | Avon Championships of Houston 1980 Houston, Texas, USA Sintetico indoor Singolare - Doppio          | Billie Jean King 6-1 6-3                     | Martina Navrátilová          |               |                     |
| 25 febbraio | Avon Championships of Houston 1980 Houston, Texas, USA Sintetico indoor Singolare - Doppio          | Billie Jean King Ilana Kloss 3–6, 6–1, 6–4   | Betty Stöve Wendy Turnbull   |               |                     |
| 25 febbraio | Avon Futures of Columbus 1980 Columbus, USA Campo indoor Singolare - Doppio                         | Peanut Louie-Harper 6-2 6-3                  | Beth Norton                  |               |                     |
| 25 febbraio | Avon Futures of Columbus 1980 Columbus, USA Campo indoor Singolare - Doppio                         | Ann Henricksson Felicia Hutnick 7-6 4-6 6-4  | Lindsay Morse Candy Reynolds |               |                     |

### Marzo
| Settimana | Torneo                                                                            | Vincitrici                                         | Finaliste                      | Semifinaliste | Eliminate ai quarti |
| --------- | --------------------------------------------------------------------------------- | -------------------------------------------------- | ------------------------------ | ------------- | ------------------- |
| 3 marzo   | Avon Championships of Dallas 1980 Dallas, USA Sintetico indoor Singolare - Doppio | Martina Navrátilová 6-3 6-2                        | Evonne Goolagong Cawley        |               |                     |
| 3 marzo   | Avon Championships of Dallas 1980 Dallas, USA Sintetico indoor Singolare - Doppio | Billie Jean King Martina Navrátilová 4–6, 6–3, 6–3 | Rosie Casals Wendy Turnbull    |               |                     |
| 3 marzo   | Avon Futures of Atlanta 1980 Atlanta, USA Singolare - Doppio                      | Kay McDaniel 4-6 6-4 7-6                           | Renée Richards                 |               |                     |
| 3 marzo   | Avon Futures of Atlanta 1980 Atlanta, USA Singolare - Doppio                      | Billie Jean King Ilana Kloss 7-6 7-6               | Ann Henricksson Candy Reynolds |               |                     |
| 10 marzo  | Avon Championships of Boston 1980 Boston, USA Sintetico indoor Singolare - Doppio | Tracy Austin 6-2 6-1                               | Virginia Wade                  |               |                     |
| 10 marzo  | Avon Championships of Boston 1980 Boston, USA Sintetico indoor Singolare - Doppio | Rosie Casals Wendy Turnbull 6–4, 7–6               | Billie Jean King Ilana Kloss   |               |                     |
| 10 marzo  | Avon Futures of Fort Myers 1980 Atlanta, USA Singolare - Doppio                   | Jeanne Duvall 6-4 3-6 6-3                          | Felicia Raschiatore            |               |                     |
| 10 marzo  | Avon Futures of Fort Myers 1980 Atlanta, USA Singolare - Doppio                   | Diane Desfor Barbara Hallquist 6-3 6-1             | Carrie Meyer Sabina Simmonds   |               |                     |
| 17 marzo  | Avon Circuit Championships 1980 New York, USA Sintetico indoor Singolare - Doppio | Tracy Austin 6-2 2-6 6-2                           | Martina Navrátilová            |               |                     |
| 17 marzo  | Avon Circuit Championships 1980 New York, USA Sintetico indoor Singolare - Doppio | Martina Navrátilová Billie Jean King 6-3, 4-6, 6-3 | Rosie Casals Wendy Turnbull    |               |                     |
| 22 marzo  | Carlsbad Classic 1980 Carlsbad, Stati Uniti Cemento Singolare - Doppio            | Pam Shriver 6-1 6-2                                | Kate Latham                    |               |                     |
| 22 marzo  | Carlsbad Classic 1980 Carlsbad, Stati Uniti Cemento Singolare - Doppio            | Laura DuPont Pam Shriver 6-7, 6-4, 6-1             | Rosie Casals Joanne Russell    |               |                     |
| 31 marzo  | World Doubles Championships 1980 Tokyo, Giappone Sintetico indoor Doppio          | Billie Jean King Martina Navrátilová 7–5, 6–3      | Sue Barker Ann Kiyomura        |               |                     |

### Aprile
| Settimana | Torneo                                                                                                 | Vincitrici                               | Finaliste                        | Semifinaliste | Eliminate ai quarti |
| --------- | --- | ---------------------------------------- | -------------------------------- | ------------- | ------------------- |
| 2 aprile  | Avon Futures Championships 1980 Edmond, USA Terra rossa Singolare - Doppio                             | Regina Maršíková 6-2 6-2                 | Andrea Jaeger                    |               |                     |
| 2 aprile  | Avon Futures Championships 1980 Edmond, USA Terra rossa Singolare - Doppio                             | Marjorie Blackwood Pam Whytcross 7-5 7-6 | Lindsay Morse Candy Reynolds     |               |                     |
| 7 aprile  | Family Circle Cup 1980 Hilton Head, USA Terra verde Singolare - Doppio                                 | Tracy Austin 3-6 6-1 6-0                 | Regina Maršíková                 |               |                     |
| 7 aprile  | Family Circle Cup 1980 Hilton Head, USA Terra verde Singolare - Doppio                                 | Kathy Jordan Anne Smith 6-2, 6-1         | Candy Reynolds Paula White Smith |               |                     |
| 15 aprile | Bausch & Lomb Championships 1980 (WTA Championships) Amelia Island, USA Terra verde Singolare - Doppio | Martina Navrátilová 5-7 6-3 6-2          | Hana Mandlíková                  |               |                     |
| 15 aprile | Bausch & Lomb Championships 1980 (WTA Championships) Amelia Island, USA Terra verde Singolare - Doppio | Rosie Casals Ilana Kloss 7–6, 7–6        | Kathy Jordan Pam Shriver         |               |                     |
| 28 aprile | United Airlines Tournament of Champions 1980 Orlando, USA Terra rossa Singolare                        | Martina Navrátilová 6-2 6-4              | Tracy Austin                     |               |                     |
| 28 aprile | United Airlines Tournament of Champions 1980 Orlando, USA Terra rossa Singolare                        |                                          |                                  |               |                     |

### Maggio
| Settimana               | Torneo                                                                      | Vincitrici                               | Finaliste                                    | Semifinaliste | Eliminate ai quarti |
| ----------------------- | --------------------------------------------------------------------------- | ---------------------------------------- | -------------------------------------------- | ------------- | ------------------- |
| 5 maggio                | Internazionali d'Italia 1980 Perugia, Italia Terra rossa Singolare - Doppio | Chris Evert 5-7 6-2 6-2                  | Virginia Ruzici                              |               |                     |
| 5 maggio                | Internazionali d'Italia 1980 Perugia, Italia Terra rossa Singolare - Doppio | Hana Mandlíková Renáta Tomanová 6–4, 6–4 | Ivanna Madruga-Osses Adriana Villagran-Reami |               |                     |
| 23 maggio (2 settimane) | Open di Francia 1980 Parigi, Francia Terra rossa Singolare - Doppio - Misto | Chris Evert 6-0 6-3                      | Virginia Ruzici                              |               |                     |
| 23 maggio (2 settimane) | Open di Francia 1980 Parigi, Francia Terra rossa Singolare - Doppio - Misto | Kathy Jordan Anne Smith 6–1, 6–0         | Ivanna Madruga-Osses Adriana Villagran-Reami |               |                     |

### Giugno
| Settimana             | Torneo | Vincitrici                            | Finaliste                   | Semifinaliste | Eliminate ai quarti |
| --------------------- | --- | ------------------------------------- | --------------------------- | ------------- | ------------------- |
| 8 giugno              | Torneo di Chichester 1980 Chichester, Gran Bretagna Erba Singolare - Doppio                                                    | Chris Evert 6-3 6-7 7-5               | Evonne Goolagong Cawley     |               |                     |
| 8 giugno              | Torneo di Chichester 1980 Chichester, Gran Bretagna Erba Singolare - Doppio                                                    | Pam Shriver Betty Stöve 6-4, 7-5      | Rosie Casals Wendy Turnbull |               |                     |
| 16 giugno             | International Women's Open 1980 (Eastbourne International BMW Championships) Eastbourne, Gran Bretagna Erba Singolare - Doppio | Tracy Austin 7–6(3) 6-2               | Wendy Turnbull              |               |                     |
| 16 giugno             | International Women's Open 1980 (Eastbourne International BMW Championships) Eastbourne, Gran Bretagna Erba Singolare - Doppio | Kathy Jordan Anne Smith 6–4, 6–1      | Pam Shriver Betty Stöve     |               |                     |
| 23 giugno 2 settimane | Torneo di Wimbledon 1980 Wimbledon, Londra, Gran Bretagna Erba Singolare - Doppio - Misto                                      | Evonne Goolagong Cawley 6-1 7–6(4)    | Chris Evert                 |               |                     |
| 23 giugno 2 settimane | Torneo di Wimbledon 1980 Wimbledon, Londra, Gran Bretagna Erba Singolare - Doppio - Misto                                      | Kathy Jordan Anne Smith 4–6, 7–5, 6–1 | Rosie Casals Wendy Turnbull |               |                     |

### Luglio
| Settimana | Torneo                                                                                     | Vincitrici                                         | Finaliste                       | Semifinaliste | Eliminate ai quarti |
| --------- | ------------------------------------------------------------------------------------------ | -------------------------------------------------- | ------------------------------- | ------------- | ------------------- |
| 14 luglio | Montreal Classic 1980 Montréal, Canada Cemento Singolare - Doppio                          | Martina Navrátilová 6-2 6-1                        | Greer Stevens                   |               |                     |
| 14 luglio | Montreal Classic 1980 Montréal, Canada Cemento Singolare - Doppio                          | Pam Shriver Anne Smith 3-6, 6-6 ritiro             | Ann Kiyomura Greer Stevens      |               |                     |
| 21 luglio | Central Fidelity Bank International 1980 Richmond, USA Sintetico indoor Singolare - Doppio | Martina Navrátilová 6-3 6-0                        | Mary Lou Daniels                |               |                     |
| 21 luglio | Central Fidelity Bank International 1980 Richmond, USA Sintetico indoor Singolare - Doppio | Billie Jean King Martina Navrátilová 6-4, 4-6, 6-3 | Pam Shriver Anne Smith          |               |                     |
| 21 luglio | WTA Austrian Open 1980 Kitzbühel, Austria Terra Singolare - Doppio                         | Virginia Ruzici 3-6 6-1 ritiro                     | Hana Mandlíková                 |               |                     |
| 21 luglio | WTA Austrian Open 1980 Kitzbühel, Austria Terra Singolare - Doppio                         | Claudia Kohde Kilsch Eva Pfaff walkover            | Hana Mandlíková Renáta Tomanová |               |                     |
| 28 luglio | San Diego Open 1980 San Diego, Stati Uniti Cemento Singolare - Doppio                      | Tracy Austin 6-1 6-3                               | Wendy Turnbull                  |               |                     |
| 28 luglio | San Diego Open 1980 San Diego, Stati Uniti Cemento Singolare - Doppio                      | Tracy Austin Ann Kiyomura 3–6, 6–4, 6–3            | Rosie Casals Wendy Turnbull     |               |                     |

### Agosto
| Settimana               | Torneo                                                                                       | Vincitrici                                       | Finaliste                       | Semifinaliste | Eliminate ai quarti |
| ----------------------- | -------------------------------------------------------------------------------------------- | ------------------------------------------------ | ------------------------------- | ------------- | ------------------- |
| 4 agosto                | US Clay Court Championships 1980 Indianapolis, USA Terra rossa Singolare - Doppio            | Chris Evert 6-4 6-3                              | Andrea Jaeger                   |               |                     |
| 4 agosto                | US Clay Court Championships 1980 Indianapolis, USA Terra rossa Singolare - Doppio            | Anne Smith Paula White Smith 6–4, 3–6, 6–4       | Virginia Ruzici Renáta Tomanová |               |                     |
| 10 agosto               | Canada Open 1980 Toronto, Canada Cemento Singolare - Doppio                                  | Chris Evert 6-3 6-1                              | Virginia Ruzici                 |               |                     |
| 10 agosto               | Canada Open 1980 Toronto, Canada Cemento Singolare - Doppio                                  | Andrea Jaeger Regina Maršíková 6-1, 6-3          | Ann Kiyomura Betsy Nagelsen     |               |                     |
| 18 agosto               | WTA New Jersey 1980 (Mahwah Volvo Tennis Cup) Mahwah, Stati Uniti Cemento Singolare - Doppio | Hana Mandlíková 6(0)–7 6-2 6-2                   | Andrea Jaeger                   |               |                     |
| 18 agosto               | WTA New Jersey 1980 (Mahwah Volvo Tennis Cup) Mahwah, Stati Uniti Cemento Singolare - Doppio | Martina Navrátilová Candy Reynolds 4–6, 6–3, 6–1 | Pam Shriver Betty Stöve         |               |                     |
| 26 agosto (2 settimane) | US Open 1980 Flushing Meadows, New York City, USA Cemento Singolare - Doppio - Misto         | Chris Evert 5-7 6-1 6-1                          | Hana Mandlíková                 |               |                     |
| 26 agosto (2 settimane) | US Open 1980 Flushing Meadows, New York City, USA Cemento Singolare - Doppio - Misto         | Billie Jean King Martina Navrátilová 7–6, 7–5    | Pam Shriver Betty Stöve         |               |                     |

### Settembre
| Settimana    | Torneo                                                                                                | Vincitrici                                | Finaliste                       | Semifinaliste | Eliminate ai quarti |
| ------------ | --- | ----------------------------------------- | ------------------------------- | ------------- | ------------------- |
| 8 settembre  | Toray Pan Pacific Open 1980 Tokyo, Giappone Cemento indoor Singolare                                  | Billie Jean King 7-5 6-4                  | Terry Holladay                  |               |                     |
| 8 settembre  | Toray Pan Pacific Open 1980 Tokyo, Giappone Cemento indoor Singolare                                  |                                           |                                 |               |                     |
| 8 settembre  | Women's Games 1980 (Utah Salt Lake City Women's Games) Salt Lake City, USA Cemento Singolare - Doppio | Virginia Ruzici 6-1 6-3                   | Ivanna Madruga-Osses            |               |                     |
| 8 settembre  | Women's Games 1980 (Utah Salt Lake City Women's Games) Salt Lake City, USA Cemento Singolare - Doppio | Virginia Ruzici Pam Teeguarden 6-4, 7-5   | Barbara Jordan Joanne Russell   |               |                     |
| 15 settembre | Buick Riviera Classic 1980 Las Vegas, USA Cemento Singolare - Doppio                                  | Andrea Jaeger 7-5 4-6 6-3                 | Hana Mandlíková                 |               |                     |
| 15 settembre | Buick Riviera Classic 1980 Las Vegas, USA Cemento Singolare - Doppio                                  | Kathy Jordan Anne Smith 2-6, 6-4, 6-3     | Martina Navrátilová Betty Stöve |               |                     |
| 22 settembre | Toyota Classic 1980 (Atlanta Davison's Classic) Atlanta, USA Cemento Singolare - Doppio               | Hana Mandlíková 6-3 7-5                   | Wendy Turnbull                  |               |                     |
| 22 settembre | Toyota Classic 1980 (Atlanta Davison's Classic) Atlanta, USA Cemento Singolare - Doppio               | Barbara Potter Sharon Walsh 6-3, 6-1      | Kathy Jordan Anne Smith         |               |                     |
| 29 settembre | US Indoors 1980 Minneapolis, USA Sintetico indoor Singolare - Doppio                                  | Tracy Austin 6-1 2-6 6-2                  | Dianne Fromholtz Balestrat      |               |                     |
| 29 settembre | US Indoors 1980 Minneapolis, USA Sintetico indoor Singolare - Doppio                                  | Ann Kiyomura Candy Reynolds 6–3, 4–6, 6–1 | Anne Smith Paula White Smith    |               |                     |

### Ottobre
| Settimana  | Torneo                                                                                   | Vincitrici                                   | Finaliste                                 | Semifinaliste | Eliminate ai quarti |
| ---------- | ---------------------------------------------------------------------------------------- | -------------------------------------------- | ----------------------------------------- | ------------- | ------------------- |
| 6 ottobre  | Thunderbird Classic 1980 Phoenix, USA Cemento Singolare - Doppio                         | Regina Maršíková 7-6 7-6                     | Wendy Turnbull                            |               |                     |
| 6 ottobre  | Thunderbird Classic 1980 Phoenix, USA Cemento Singolare - Doppio                         | Pam Shriver Paula White Smith 6-0, 6-4       | Ann Kiyomura Candy Reynolds               |               |                     |
| 13 ottobre | Borden Classic 1980 Nagoya, Giappone Cemento Singolare - Doppio                          | Dana Gilbert 5-1 ritiro                      | Barbara Jordan                            |               |                     |
| 13 ottobre | Borden Classic 1980 Nagoya, Giappone Cemento Singolare - Doppio                          | Lindsay Morse Jean Nachand 6-3, 6-1          | Nerida Gregory Marie Neumannova Pinterova |               |                     |
| 13 ottobre | Maybelline Classic 1980 Deerfield Beach, USA Cemento Singolare - Doppio                  | Chris Evert 6-4 6-1                          | Andrea Jaeger                             |               |                     |
| 13 ottobre | Maybelline Classic 1980 Deerfield Beach, USA Cemento Singolare - Doppio                  | Andrea Jaeger Regina Maršíková 1–6, 6–1, 6–2 | Martina Navrátilová Candy Reynolds        |               |                     |
| 20 ottobre | Japan Open Tennis Championships 1980 Tokyo, Giappone Sintetico indoor Singolare - Doppio | Mariana Simionescu 6-4 6-4                   | Nerida Gregory                            |               |                     |
| 20 ottobre | Japan Open Tennis Championships 1980 Tokyo, Giappone Sintetico indoor Singolare - Doppio | Dana Gilbert Peanut Louie-Harper 7-5, 7-6    | Nerida Gregory Marie Neumannova Pinterova |               |                     |
| 20 ottobre | Brighton International 1980 Brighton, Gran Bretagna Sintetico indoor Singolare - Doppio  | Chris Evert 6-4 5-7 6-3                      | Martina Navrátilová                       |               |                     |
| 20 ottobre | Brighton International 1980 Brighton, Gran Bretagna Sintetico indoor Singolare - Doppio  | Kathy Jordan Anne Smith 6-3, 7-5             | Martina Navrátilová Betty Stöve           |               |                     |
| 27 ottobre | Stockholm Open 1980 Stoccolma, Svezia Sintetico (indoor) Singolare - Doppio              | Hana Mandlíková 6-1 6-4                      | Bettina Bunge                             |               |                     |
| 27 ottobre | Stockholm Open 1980 Stoccolma, Svezia Sintetico (indoor) Singolare - Doppio              | Mima Jaušovec Virginia Ruzici 6-2, 6-1       | Hana Mandlíková Betty Stöve               |               |                     |

### Novembre
| Settimana                 | Torneo                                                                                      | Vincitrici                                  | Finaliste                    | Semifinaliste | Eliminate ai quarti |
| ------------------------- | ------------------------------------------------------------------------------------------- | ------------------------------------------- | ---------------------------- | ------------- | ------------------- |
| 3 novembre                | Porsche Tennis Grand Prix 1980 Filderstadt, Germania Sintetico indoor Singolare - Doppio    | Tracy Austin 6-2 7-5                        | Sherry Acker                 |               |                     |
| 3 novembre                | Porsche Tennis Grand Prix 1980 Filderstadt, Germania Sintetico indoor Singolare - Doppio    | Hana Mandlíková Betty Stöve 6–4, 7–5        | Kathy Jordan Anne Smith      |               |                     |
| 3 novembre                | Hong Kong Open 1980 Hong Kong, Hong Kong Terra rossa Singolare - Doppio                     | Wendy Turnbull 6-2 6-0                      | Marcie Louie                 |               |                     |
| 3 novembre                | Hong Kong Open 1980 Hong Kong, Hong Kong Terra rossa Singolare - Doppio                     | Wendy Turnbull Sharon Walsh 6-1, 6-2        | Penny Johnson Silvana Urroz  |               |                     |
| 10 novembre               | Dutch International Indoors 1980 Amsterdam, Paesi Bassi Sintetico indoor Singolare - Doppio | Hana Mandlíková 5-7 6-2 7-5                 | Virginia Ruzici              |               |                     |
| 10 novembre               | Dutch International Indoors 1980 Amsterdam, Paesi Bassi Sintetico indoor Singolare - Doppio | Hana Mandlíková Betty Stöve 7-6, 7-6        | Mima Jaušovec Joanne Russell |               |                     |
| 10 novembre               | Eckerd Tennis Open 1980 (Florida Federal Open) Tampa, USA Cemento Singolare - Doppio        | Andrea Jaeger walkover                      | Tracy Austin                 |               |                     |
| 10 novembre               | Eckerd Tennis Open 1980 (Florida Federal Open) Tampa, USA Cemento Singolare - Doppio        | Rosie Casals Candy Reynolds 7–6, 7–5        | Anne Smith Paula White Smith |               |                     |
| 24 novembre (2 settimane) | Australian Open 1980 Melbourne, Australia Erba Singolare - Doppio                           | Hana Mandlíková 6-0 7-5                     | Wendy Turnbull               |               |                     |
| 24 novembre (2 settimane) | Australian Open 1980 Melbourne, Australia Erba Singolare - Doppio                           | Betsy Nagelsen Martina Navrátilová 6–4, 6–4 | Ann Kiyomura Candy Reynolds  |               |                     |

### Dicembre
| Settimana   | Torneo                                                                 | Vincitrici                            | Finaliste                           | Semifinaliste | Eliminate ai quarti |
| ----------- | ---------------------------------------------------------------------- | ------------------------------------- | ----------------------------------- | ------------- | ------------------- |
| 1º dicembre | New South Wales Open 1980 Sydney, Australia Erba Singolare - Doppio    | Wendy Turnbull 3-6 6-4 7–6(8)         | Pam Shriver                         |               |                     |
| 1º dicembre | New South Wales Open 1980 Sydney, Australia Erba Singolare - Doppio    | Pam Shriver Betty Stöve 6-1, 4-6, 6-4 | Rosie Casals Wendy Turnbull         |               |                     |
| 8 dicembre  | South Australian Open 1980 Adelaide, Australia Erba Singolare - Doppio | Hana Mandlíková 6-2 6-4               | Sue Barker                          |               |                     |
| 8 dicembre  | South Australian Open 1980 Adelaide, Australia Erba Singolare - Doppio | Pam Shriver Betty Stöve 6-4, 6-3      | Sue Barker Sharon Walsh             |               |                     |
| 15 dicembre | Tucson Open 1980 Tucson, USA Sintetico indoor Singolare - Doppio       | Tracy Austin 6-2 6-0                  | Peanut Louie-Harper                 |               |                     |
| 15 dicembre | Tucson Open 1980 Tucson, USA Sintetico indoor Singolare - Doppio       | Leslie Allen Barbara Potter 7-6, 6-0  | Mary Lou Daniels Wendy White-Prausa |               |                     |

### Gennaio 1981
| Settimana | Torneo                                                                                | Vincitrici                                | Finaliste                        | Semifinaliste | Eliminate ai quarti |
| --------- | ------------------------------------------------------------------------------------- | ----------------------------------------- | -------------------------------- | ------------- | ------------------- |
| 5 gennaio | Colgate Series Championships 1981 Washington, USA Sintetico indoor Singolare - Doppio | Tracy Austin 6-2 6-2                      | Andrea Jaeger                    |               |                     |
| 5 gennaio | Colgate Series Championships 1981 Washington, USA Sintetico indoor Singolare - Doppio | Rosie Casals Wendy Turnbull 6-3, 4-6, 7-6 | Paula White Smith Candy Reynolds |               |                     |